# Cocconerion balansae
Cocconerion balansae är en törelväxtart som beskrevs av Henri Ernest Baillon. Cocconerion balansae ingår i släktet Cocconerion och familjen törelväxter. Inga underarter finns listade i Catalogue of Life.